# Olena Parkhomchuk
Olena Parkhomchuk (em ucraniano:  Пархомчук Олена Станіславівна, também escrita como Yelena Parkhomchuk ou Elena Parkhomchuk) é uma cientista política ucraniana. Ela é professora do Departamento de Relações Internacionais e Política Externa do Instituto de Relações Internacionais da Universidade Nacional Taras Shevchenko de Kiev. Parkhomchuk estuda a política externa ucraniana e o desenvolvimento histórico dos sistemas internacionais. Ela é laureada com o Prémio Estatal da Ucrânia em Ciência e Tecnologia.

## Carreira
Parkhomchuk frequentou a Universidade Nacional Taras Shevchenko de Kiev, graduando-se em 1988 na Faculdade de Estudos Romano-Germânicos. Ela continuou a estudar lá como estudante de pós-graduação, graduando-se com um PhD da Faculdade de Relações Internacionais e Política Externa em 1992. Parkhomchuk tornou-se então professora na Universidade Nacional Taras Shevchenko de Kiev. Em 2001, ela passou um semestre a conduzir pesquisas na Universidade de Hull.
Em 2001, Parkhomchuk foi co-autora do livro Relações internacionais e política externa 1980-2000. Ela também foi autora do livro 2007 Systems of International Relations.
Juntamente com Olena Koppel, outra professora de Relações Internacionais e Política Externa de Taras Shevchenko, Parkhomchuk escreveu o livro de 1999 Relações internacionais do século XX. Este texto cobre a criação do Sistema Versalhes-Washington de relações internacionais, o seu colapso após a Segunda Guerra Mundial e as relações internacionais durante e após a Guerra Fria. Parkhomchuk também foi coautora do livro de 2010 Relações internacionais e política mundial.
Pelas suas contribuições para a série de livros didáticos de 2008 Ucrânia na política mundial, Parkhomchuk foi nomeada em 2012 com o Prémio Estatal da Ucrânia no Campo de Ciência e Tecnologia.

## Obras selecionadas
- Relações internacionais e política externa 1980-2000, co-autora (2001)
- Sistemas de relações internacionais (2007)
- Relações internacionais do século XX, com Olena Koppel (2009)
- Relações internacionais e política mundial (2010)

## Prémios selecionados
- Prémio Estatal da Ucrânia no Campo de Ciência e Tecnologia (2012)[6]